# Římskokatolická farnost Nové Město pod Smrkem
Římskokatolická farnost Nové Město pod Smrkem (něm. Neustadt a T.) je církevní správní jednotka sdružující římské katolíky na území města Nové Město pod Smrkem a v jeho okolí. Organizačně spadá do libereckého vikariátu, který je jedním z 10 vikariátů litoměřické diecéze. Farním kostelem je místní kostel svaté Kateřiny Alexandrijské v Novém Městě pod Smrkem. Vedle novoměstského kostela patří do farnosti ještě kostel Neposkvrněného Početí Panny Marie v Horní Řasnici a kostel svatého Petra a Pavla v Ludvíkově pod Smrkem.

## Historie
Farnost byla kanonicky kanonicky zřízena od roku 1607. V tomto roce byl také postaven farní kostel sv. Kateřiny Alexandrijské. Protože však na Frýdlantsku v té době vládli evangeličtí Redernové, byl prvním farářem ustanoven evangelík Georg Pyrus. Za tzv. kostelní otce (čili kostelníky) byli jmenováni Marcus Schönfelder, Valentin Trauske a kantor Johannes Heinze.

Až do roku 1624 pak na Frýdlantsku působili evangeličtí duchovní. S příchodem nového vlastníka frýdlantského panství Alberta z Valdštejna museli, podle nařízení nového vlastníka, tito evangeličtí duchovní odejít. Farnost tak ztratila vlastního faráře a stala se filiálkou frýdlantského kostela. Kostelní účty byly schvalovány pouze za účasti rychtáře z Nového Města pod Smrkem a církevních zástupců. V roce 1624 přišel do Nového Města pod Smrkem se švédskými vojsky evangelický farář, který zde rok působil, avšak po roce musel spolu se švédskými vojsky opět odejít.

Po smrti Albrechta z Valdštejna v roce 1634 získali panství Gallasové. První katolický farář byl v místě však jmenován až v roce 1683. Od tohoto roku jsou v místě také vedeny matriky. Prvním farářem se stal Wenzel Joseph Kleinert a kostel sv. Kateřiny Alexandrijské v Novém Městě pod Smrkem se opět stal farním kostelem, kterému byly kostely v Ludvíkově, Horní Řasnici a Jindřichovicích podřízeny jako kostely filiální.

Šestý katolický farář Dominik Wolff, který nastoupil v roce 1766, začal během své služby sepisovat farní kroniku ve které pak pokračovali všichni následující faráři.

V roce 1784 došlo ke změně správních oblastí diecézí a Boleslavský kraj, kam spadala i farnost v Novém Městě pod Smrkem, byl vyčleněn z pražské arcidiecéze a stal se součástí diecéze litoměřické.

Prvním farářem, který obdržel čestný titul osobní děkan, byl Gottfried Menzel. Působil ve farnosti v letech 1834-1854 a stal se i čestným občanem města. Rok po jeho smrti mu vděční občané města postavili pomník, který se až do 21. století nachází v parku za kostelem.

Kromě Gottfrieda Menzela byl asi dalším nejvýznamnějším farářem Franz Jomrich. Na farářské místo nastoupil v roce 1885. Jednalo se o svéráznou figuru, která se vyznačovala vtipným kázáním, povozem taženým poníky nebo tím, že si postavil vlastní vilu v blízkosti kostela. Prý, podle jeho slov, „měl raději psy, než svěřené farníky“. Nicméně i Jomrich obdržel titul osobní děkan a i on se stal čestným občanem města.

K zásadní změně došlo po skončení II. světové války, kdy došlo vysídlením nejen k výměně obyvatelstva města, ale i farářů. Poslední německy mluvící farář byl Franz Kühnel, který opustil farní úřad v srpnu 1946, aby sdílel podobný osud jako mnoho dalších vysídlených sudetských Němců. Po jeho odchodu však farnost nezůstala bez kněze a v roce 1946 byl ustanoven česky mluvící duchovní františkán Mikuláš Antonín Šus.

K zajímavostem patří, že na konci 20. století začala být z důvodu nedostatku českého kněžstva obsazována kněžími z Polska, čímž došlo k další jazykové změně.

### Duchovní správcové vedoucí farnost
Začátek působnosti jmenovaného v duchovní správě farnosti od:
Evangeličtí duchovní u kostela sv. Kateřiny Alexandrijské
- 1607–1014? Georg Pyrus, 1. evangelický farář. Pocházel ze Žitavy. Během jeho úřadu byl v roce 1610 pořízen první kostelní zvon.
- 1614–1618 Michael Cunrath (Cunradi, Konrad), 2. evangelický farář. Narodil se v Lubáni (dnes v Polsku)
- 1618–1624 Kaspar Krusius (Krause), 3. evangelický farář. Musel na příkaz Albrechta z Valdštejna, podle něhož museli všichni evangeličtí duchovní opustit svoje úřady, odejít do exilu.
- 1642 Heinrich Bartsch, přišel do Nového Města během vpádu švédských vojsk na Frýdlantsko. Působil tu pouhý jeden rok. Odešel spolu se Švédy.[2]

Katoličtí duchovní u kostela sv. Kateřiny Alexandrijské
- 5. 1. 1683 Wenzel Joseph (Ioann.) Kleinert, n. Kunnersdorf[3] – Byl prvním katolickým farářem. Byl české národnosti a pocházel z Kunratic u Frýdlantu. Farní úřad vedl od 5. ledna 1683. Na starosti měl rovněž filiální kostely v Ludvíkově, Horní Řasnici a Jindřichovicích. V roce 1687 ukončil svou službu.[2]
- 1. 3. 1687 Johann Paul Genta (Gentes), n. Trident[3] – Narodil se v Tridentu v Itálii. Novoměstskou faru převzal 1. března 1687. Založil první mešní nadační fond. Do penze odešel 12. září 1704.[2]
- 9. 12. 1704 Paul Ambros Walter, n. Lauban (Pl)[3] – Pocházel z Lubáně, která je dnešní Lubańi v Polsku. Do města přišel z působení ve Vítkově u Chrastavy. Farnost vedl od 9. prosince 1704 až do roku 1718.[2]
- 27. 8. 1718 Joseph Florian Prokop Hinke (Hincke), n. 1679 Böhmisch Aicha, † 28. 11. 1761[3] – Farář Hinke se narodil v Českém Dubu. Službu nastoupil 27. srpna 1718. Během jeho působení byla v roce 1722 postavena pohřební kaple a v letech 1731 a 1733 pořízeny další kostel zvony. Zemřel 28. listopadu 1761 ve věku 82 let a byl pohřben v kapli zemřelých, kterou svým nákladem vybudoval.[2]
- 1762 Johann Franz Zebisch, n. Pürstein[3] – Novoměstskou faru převzal po smrti předchozího faráře v roce 1762. Působil tu jen krátce, protože byl povolán do Frýdlantu, kde byl povýšen na děkana. Službu v Novém Města ukončil 20. září 1766.[2]
- 6. 10. 1766 Dominik Wolff, n. 5. 7. 1727 Deutsch-Gabel, o. 1750, † 27. 1. 1787[3] – Byl šestým katolickým farářem a narodil se 5. července 1727 v Jablonném v Podještědí. Studia absolvoval v Praze a na kněze byl vysvěcen roku 1750. Přes služby v Liběchově, Nové Vsi a Křižanech byl 6. října 1766 povolán do novoměstského úřadu. Začal sepisovat farní kroniku. Po rezignaci 24. listopadu 1784 ze zdravotních důvodů odešel do Hejnic a zde 27. března 1787 ve věku 62 let zemřel.[2]
- 1784 par. vacat, admin. Ioann. Knirsch
- 5. 3. 1785 Franz Josef Fistra, n. 1732 Prag, † 5. 9. 1803[3] – Narodil se v Praze v roce 1732. Dne 22. února 1785 byl potvrzen a jmenován pro beneficium v Novém Městě. Správu přijal 5. března 1785. Snažil se prosazovat osvícenství Josefa II. Svůj majetek odkázal v dědictví chudým své farnosti.[2]
- 6. 12. 1803 Karl Maukisch, n. Friedland, † 27. 8. 1804[3] – Pocházel z Frýdlantu. Novoměstským farářem se stal 18. listopadu 1803 a služby se ujal 6. prosince 1803. Přišel z Mníšku u Liberce. Stižen nevyléčitelnou nemocí zemřel 27. srpna 1804.[2]
- 1804 par. vacat, admin. int. Anton. Jäntsch
- 23. 11. 1804 Andreas Wittmesser, n. 28. 11. 1749 Prag, o. 17. 12. 1774[3] – Narodil se 28. listopadu 1749 v Praze. Zde také absolvoval studia. Na kněze byl vysvěcen 17. prosince 1774. Od 1. listopadu 1774 nastoupil jako kooperátor (výpomocný duchovní) do Liberce. Dne 18. listopadu 1804 byl potvrzen pro Nové Město a duchovní správu převzal 22. listopadu 1804. Předtím byl farářem ve Vítkově u Chrastavy. Roku 1806 založil farní zahradu, kterou postavil vrchnostenský zámecký zahradník Rudolf Ledsebr. Wittmesser působil ve městě do roku 1815, poté byl povolán do Frýdlantu a zde povýšen na děkana.[2]
- 19. 1. 1816 Franz Titze, n. 1. 11. 1764 Hohlen, o. 13. 7. 1788, † 5. 12. 1833[3] – Farář českého původu se narodil 2. listopadu 1764 v Holanech. Studia absolvoval v Praze a knězem se stal 13. července 1788. Jak kaplan působil v Raspenavě a Novém Městě, a jako farář v Kryštofově Údolí. Dne 29. prosince 1815 mu byla svěřena farnost v Novém Městě. Potvrzen byl až 19. ledna 1816 a službu nastoupil 7. února 1816. Za jeho působení byl zbourán zchátralý kostel a postaven nový. Práce byly zahájeny v červnu 1821. Základní kámen položil hrabě Kristián Kryštof Clam-Gallas. Dne 6. května 1829 byl kostel slavnostně vysvěcen. Titze zemřel 5. prosince 1833.[2]
- 4. 4. 1834 Gottfried Menzel, n. 7. 6. 1798 Schoenwaldens, o. 24. 8. 1824, † 14. 5. 1879[3] – Narodil se v Krásném Lese u Frýdlantu. Novoměstskou faru převzal 13. dubna 1834 po svém působení v Liberci. V letech 1849–1851 pobýval v Severní Americe. Po návratu byl za práci ve prospěch vystěhovalců do Ameriky odměněn čestným titulem osobní děkan. Ze zdravotních důvodů odešel v roce 1854 do důchodu. Zemřel 14. května 1879. Byl aktivním členem mnoha spolků a obdržel čestné občanství Nového Města.[2]
- 26. 11. 1854 Anton Ullrich, n. 15. 10. 1786 Reichenberg, o. 17. 8. 1809, † 7. 10. 1865[3] – Působil jako ředitel školy v Liberci, farář ve Václavicích, Mníšku a Vsi. Do Nového Města nastoupil 26. listopadu 1854. Roku 1859, padesát let od kněžského svěcení, získal titul konzistoriálního rady a kalich, na němž bylo napsáno, že obdržel titul osobní děkan. Zesnul 7. října 1865 ve věku 79 let. Byl děkanem, konzistoriálním radou, biskupským notářem a vikariátním sekretářem. Když byla rakev odvážena do rodinné hrobky v Liberci, vůz se převrátil a ulomil se kus rakve a kříž. Říkalo se, že je to znamení, že pastýř má odpočívat poblíž svých oveček.[2]
- 1865 par. vacat, admin. int. Josef Schwabl
- 7. 2. 1866 Ambros Ressel, n. 20. 3. 1806 Friedland, o. 28. 9. 1832, † 1. 4. 1867[3] – Kněžskou činnost zahájil v Novém Městě, kam se vrátil po působení v Nové Vsi. Do Nového Města byl povolán 7. února 1866 a slavnostně byl uveden 25. února. Dne 10. června 1866 vysvětil nový hřbitov u kostela. Zemřel 1. dubna 1867 a 4. dubna byl jako první pohřben na tomto novém hřbitově.[2]
- 22. 8. 1867 Johann Wenzel Krug, n. 14. 5. 1818 Leipa, o. 7. 8. 1842, † 8. 12. 1888 Friedland[3] – Po vysvěcení na kněze nastoupil jako kaplan ve Frýdlantu. Poté působil v Bulovce a Václavicích. Do Nového Města byl povolán 15. září 1867. Dne 30. září 1885 byl pensionován s titulem osobní děkan. Ve své závěti odkázal finanční dar pro výstavbu a adaptaci chudobince, zdejším chudým školním dětem a novoměstskému kostelu.[2]
- 1. 10. 1885 Franz Jomrich, n. 20. 9. 1834 Friedland, o. 26. 7. 1858, † 6. 3. 1920[3] – Na kněze byl vysvěcen v Litoměřicích. V Novém Městě působil od 1. října 1885 do 31. srpna 1911, kdy odešel do důchodu. V roce 1901 obdržel čestný titul osobní děkan. Zemřel 6. března 1920. Novému Městu odkázal svou vilu čp. 380, kterou si nechal postavit v roce 1904. Novoměstští mu udělili čestné občanství.[2]
- 1. 12. 1911 Anton Öser, n. 31. 1. 1867 Okenau, o. 1. 6. 1890, † 23. 2. 1946[3] – Narodil se 31. ledna 1867 v Okounově u Kadaně. Nejprve studoval osm let na gymnáziu v Kadani a poté čtyři roky teologii v Litoměřicích, kde byl také 1. června 1890 vysvěcen na kněze. Pět let působil jako kaplan v Raspenavě. Odtud ve stejné funkci přešel do Liberec a po dalších čtyřech letech byl přeložen jako farář do Jindřichovic pod Smrkem. Farářem v Novém Městě byl jmenován 27. října 1911 a 1. prosince bylo jeho jmenováno potvrzeno litoměřický biskupem Josefem Grossem. Do Nového Města přesídlil z Jindřichovic 16. prosince 1911. Službu ukončil v roce 1944. Zemřel 23. února 1946 ve věku 79 let jako penzionovaný osobní arciděkan (Erzdechant) a čestný občan města.[2]
- 30. 4. 1944 Franz Kühnel, n. 22. 4. 1902 Böhm. Kamnitz, o. 28. 6. 1925, † 22. 9. 1969[3] – Pocházel z České Kamenice. Absolvoval gymnázium v Bohosudově a poté litoměřický kněžský seminář. Nejdříve se po vysvěcení na kněze 28. června 1925 stal v Novém Městě pod Smrkem kaplanem. V roce 1937 se stal farářem v Jindřichovicích pod Smrkem. V únoru 1944 byl jmenován farářem v Novém Městě pod Smrkem. Vzhledem k jeho německé národnosti musel 28. srpna 1946 ukončit zde svou službu a poté sdílel osud s ostatními vysídlenci. Zemřel 22. září 1969 v bavorském Hemau.[2]
- 29. 8. 1946 Antonín Mikuláš Šus, OFM[3] – Jako příslušník františkánského řádu převzal v srpnu 1945 správu hejnického kláštera a stal se tamním kvardiánem. Po odchodu P. Kühnela do Německa byl ustanoven administrátorem novoměstské farnosti. Zde působil až do července 1949, kdy odešel do Kroměříže. V rámci akce K byl internován v Želivi. Později se vrátil do duchovní správy. Zemřel 2. března 1986 v Praze.[2]
- 1. 7. 1949 Ludvík Antonín Spurný, OFM[3] – Narodil se 13. července 1899 v Olšanech u Prostějova. Gymnaziální i teologická studia absolvoval v Olomouci. Později vstoupil do františkánského řádu a působil především v klášteře ve Voticích. V roce 1939 byl zatčen a vězněn v koncentračních táborech Dachau a Buchenwald. Po válce působil v Jindřichově Hradci a opět ve Voticích. Odtud přišel v červenci 1949 jako kvardián do Hejnic a ujal se také duchovní správy farnsoti Nové Město pod Smrkem. V rámci akce K byl centralizován v Hejnicích, avšak s ohledem na jeho "vstřícnost" vůči totalitní moci (býval označován jako „pokrokový kněz“) byl k 1. květnu 1950 jmenován administrátorem farností v Krásném Lese. Později působil dlouhou dobu v Lounech, kde 9. září 1974 zemřel.[2]
- 1. 5. 1950 Václav Pelhřim Kubáň, OFM[3] – Byl členem františkánského řádu, který přišel v červenci 1949 do Hejnic. Zde se stal administrátorem a také vikářem frýdlantského vikariátu. V rámci akce K byl vyčleněn od ostatních bratří a k 1. květnu 1950 byl ustanoven administrátorem farnosti v Novém Městě pod Smrkem. Jeho „pokrokovost“ sice nedosahovala aktivit P. Spurného, přesto se plně zapojil do tehdejší činnosti různých veřejných orgánů v Novém Městě. Na konce února 1951 byl přeložen na Moravu.[2]
- 1. 3. 1951 Jaroslav Huslík
- 1. 12. 1951 Augustin Šumbera
- 1. 7. 1952 Miroslav Brabec
- 1. 11. 1952 Jindřich Lutrýn
- 13. 5. 1953 Vojtěch Martinů
- 1. 11. 1954 Josef Matura
- 15. 6. 1955 Klement Ruisl
- 1. 8. 1955 Vladimír Sluka
- 1. 6. 1957 Rudolf Hevera
- 15. 12. 1957 Stanislav Havlas
- 1. 6. 1959 Rudolf Sitte
- 1. 8. 1972 Ladislav Marcus Peloušek OFM
- 1. 11. 1990 Pavel Genrt OFM
- 1. 8. 1992 Pavel Michal
- 1. 11. 2002 Miloš Raban, admin. exc.
- 1. 1. 2003 Jacek Wszola
- 1. 2. 2003 Oldřich Kolář
- 1. 7. 2003 Marcin Saj
- 1. 9. 2011 Šimon Hamza[3] (dříve Jacek Wszola[4]), admin.
- 1. 3. 2020 Radek Jurnečka, admin. exc. z Liberce
- 1. 8. 2022 Antoni Wasil, farář[5]

Kromě kněží stojících v čele farnosti, působili ve farnosti v průběhu její historie i jiní kněží. Většinou pracovali jako farní vikáři, kaplani, katecheté, výpomocní duchovní aj.

## Území farnosti
Do farnosti náleží území obce:
- Nové Město pod Smrkem
- Hajniště
- Horní Řasnice
- Ludvíkov pod Smrkem
- Přebytek

## Římskokatolické sakrální stavby na území farnosti
| | Fotografie | Stavba                                   | Místo                 | Bohoslužby                      | Zeměpisné souřadnice             | Status          | Číslo kulturní památky           |
| Kostely | Kostely    | Kostely                                  | Kostely               | Kostely                         | Kostely                          | Kostely         | Kostely                          |
| --- | ---------- | ---------------------------------------- | --------------------- | ------------------------------- | -------------------------------- | --------------- | -------------------------------- |
| 1. |            | Kostel sv. Kateřiny Alexandrijské        | Nové Město pod Smrkem | bližší informace o bohoslužbách | 50°55′37″ s. š., 15°13′54″ v. d. | farní kostel    | 28965/5-4400 (Pk•MIS•Sez•Obr•WD) |
| 2. |            | Kostel Neposkvrněného početí Panny Marie | Horní Řasnice         | bližší informace o bohoslužbách | 50°57′49″ s. š., 15°12′0″ v. d.  | filiální kostel | 16255/5-4297 (Pk•MIS•Sez•Obr•WD) |
| 3. |            | Kostel sv. Petra a Pavla                 | Ludvíkov pod Smrkem   | bližší informace o bohoslužbách | 50°54′53″ s. š., 15°12′22″ v. d. | filiální kostel | 16690/5-4401 (Pk•MIS•Sez•Obr•WD) |
| Některé drobné sakrální stavby a pamětihodnosti lze dohledat zde v databázi Drobné sakrální památky Zaniklé sakrální stavby lze dohledat zde v databázi Poškozené a zničené kostely, kaple a synagogy v České republice |            |                                          |                       |                                 |                                  |                 |                                  |

Ve farnosti se mohou nacházet i další drobné sakrální stavby, místa římskokatolického kultu a pamětihodnosti, které neobsahuje tato tabulka.

## Příslušnost k farnímu obvodu
Z důvodu efektivity duchovní správy byl vytvořen farní obvod (kolatura) farnosti – arciděkanství Liberec, jehož součástí byla od 1. března 2020 do 31. července 2022 i farnost Nové Město pod Smrkem, která byla spravována excurrendo. Od 1. srpna 2022 spravovaný z Nového Města pod Smrkem zahrnuje farnosti Jindřichovice pod Smrkem a Krásný Les u Liberce. Personálně se taková kolatura váže vždy na konkrétního duchovního správce. Přehled těchto kolatur je v tabulce farních obvodů libereckého vikariátu.